# Nađa Ninković
Nađa Ninković est une joueuse de volley-ball serbe née le 1er novembre 1991 à Belgrade. Elle mesure 1,93 m et joue au poste de centrale. Elle totalise 105 sélections en équipe de Serbie.

## Clubs
| Club                  | De        | À         |
| --------------------- | --------- | --------- |
| Étoile Rouge          | 2006-2007 | 2010-2011 |
| VBC Voléro Zurich     | 2011-2012 | 2014-2015 |
| AV San Casciano       | oct 2015  | déc 2015  |
| CS Volei Alba-Blaj    | 2016-2017 | 2016-2017 |
| Osasco Voleibol Clube | 2017-2018 | 2017-2018 |
| CS Volei Alba-Blaj    | 2018-2019 | 2019-2020 |
| ŁKS Łódź              | 2020-2021 | …         |

## Palmarès

### Équipe nationale
- Championnat d'Europe
  - Vainqueur : 2011.
- Ligue européenne
  - Vainqueur : 2009, 2011.
- Championnat d'Europe des moins de 18 ans
  - Finaliste : 2007.

### Clubs
- Coupe de la CEV
  - Finaliste : 2010, 2019.
- Championnat de Serbie
  - Vainqueur : 2010, 2011.
- Coupe de Serbie
  - Vainqueur : 2010, 2011.
- Championnat de Suisse
  - Vainqueur: 2012, 2013, 2014, 2015.
- Coupe de Suisse
  - Vainqueur : 2012, 2013, 2014, 2015.
- Supercoupe de Suisse
  - Vainqueur : 2011.
- Championnat de Roumanie
  - Vainqueur : 2017, 2019, 2020.
- Coupe de Roumanie
  - Vainqueur : 2017, 2019.
- Supercoupe de Roumanie
  - Finaliste: 2016.
- Coupe du Brésil
  - Vainqueur : 2018.

### Distinctions individuelles
- Ligue européenne de volley-ball féminin 2009: Meilleure contreuse.